# Mariakapel (Terziet)

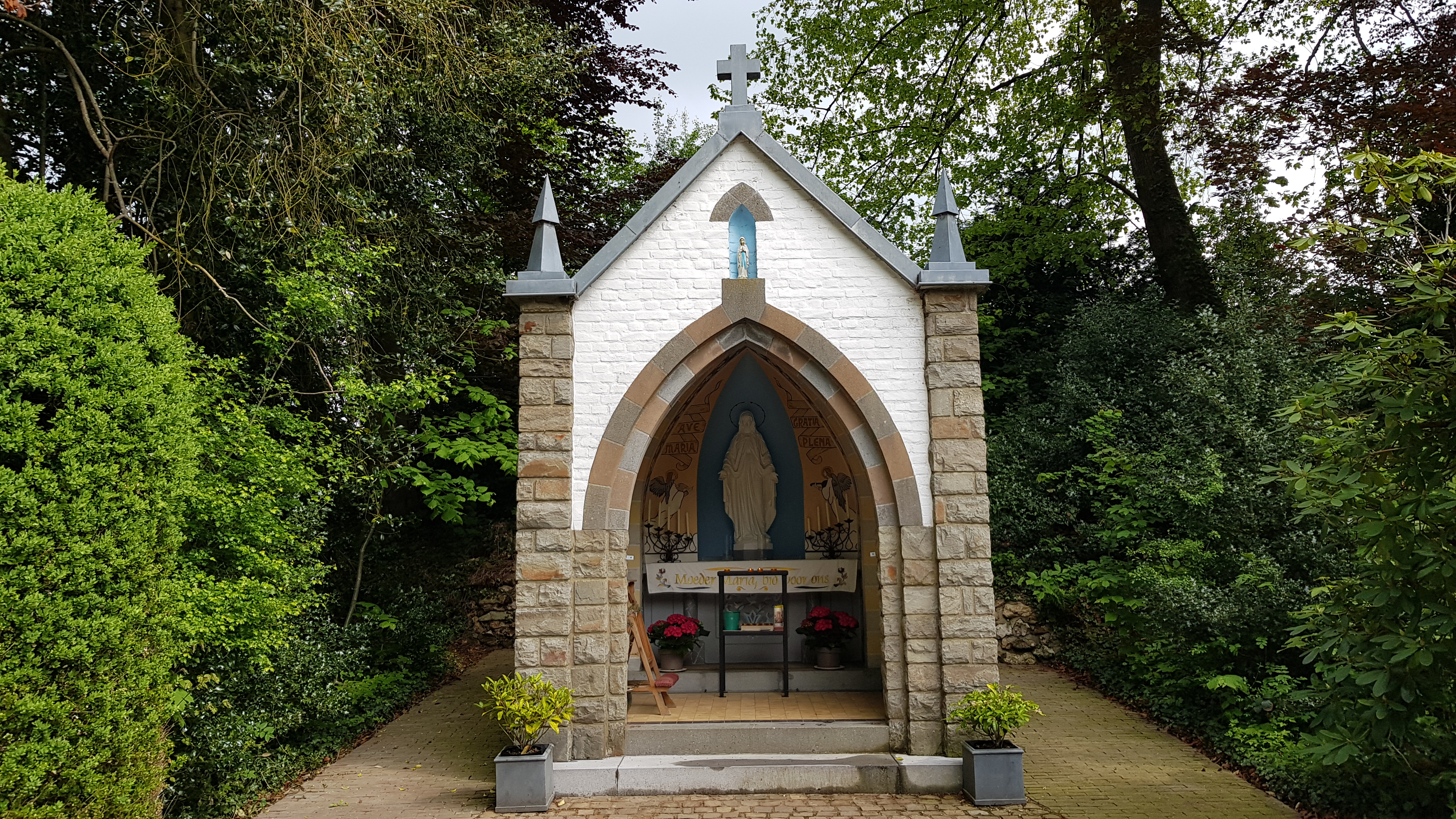
De Mariakapel

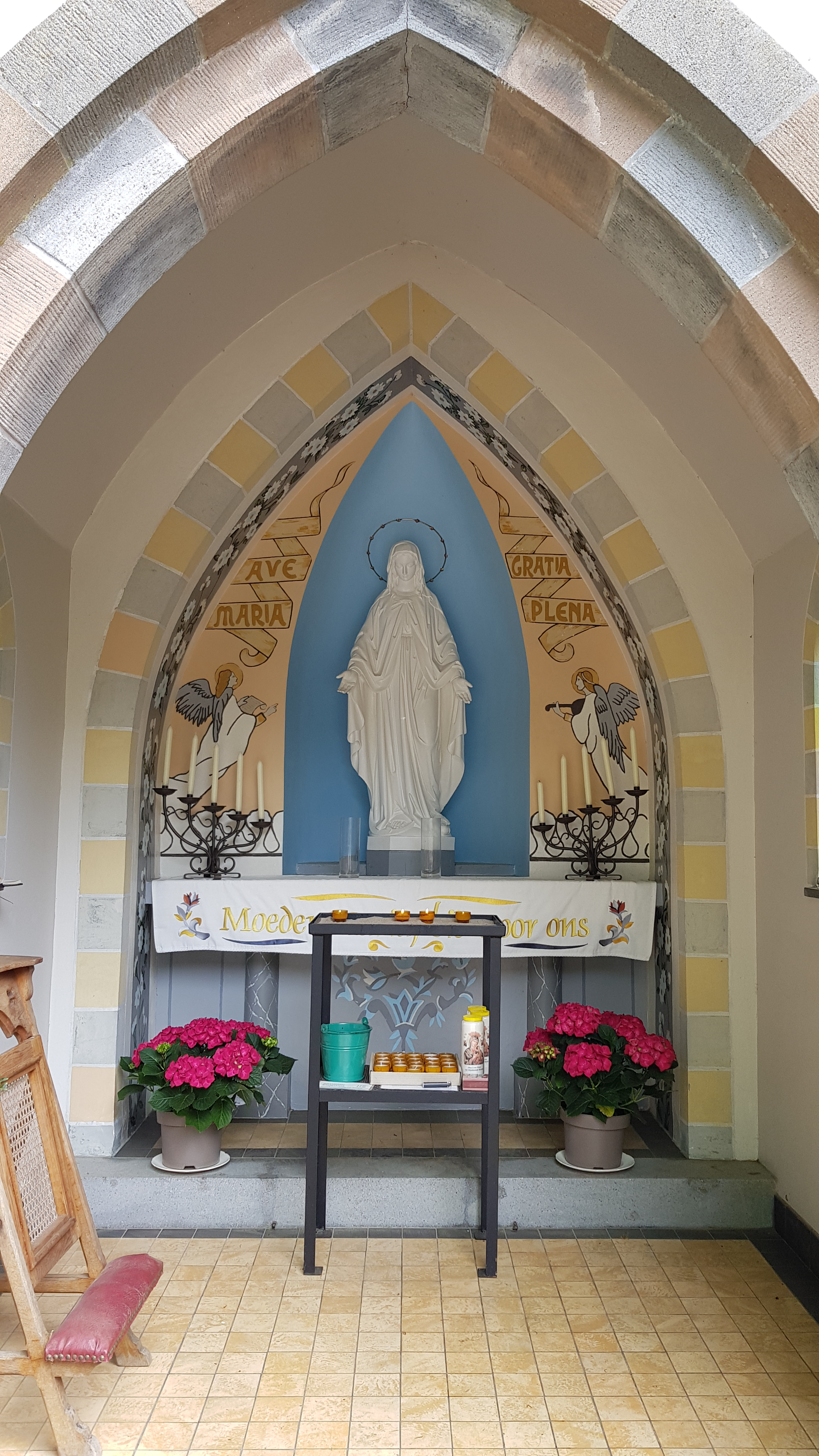
Interieur van de kapel

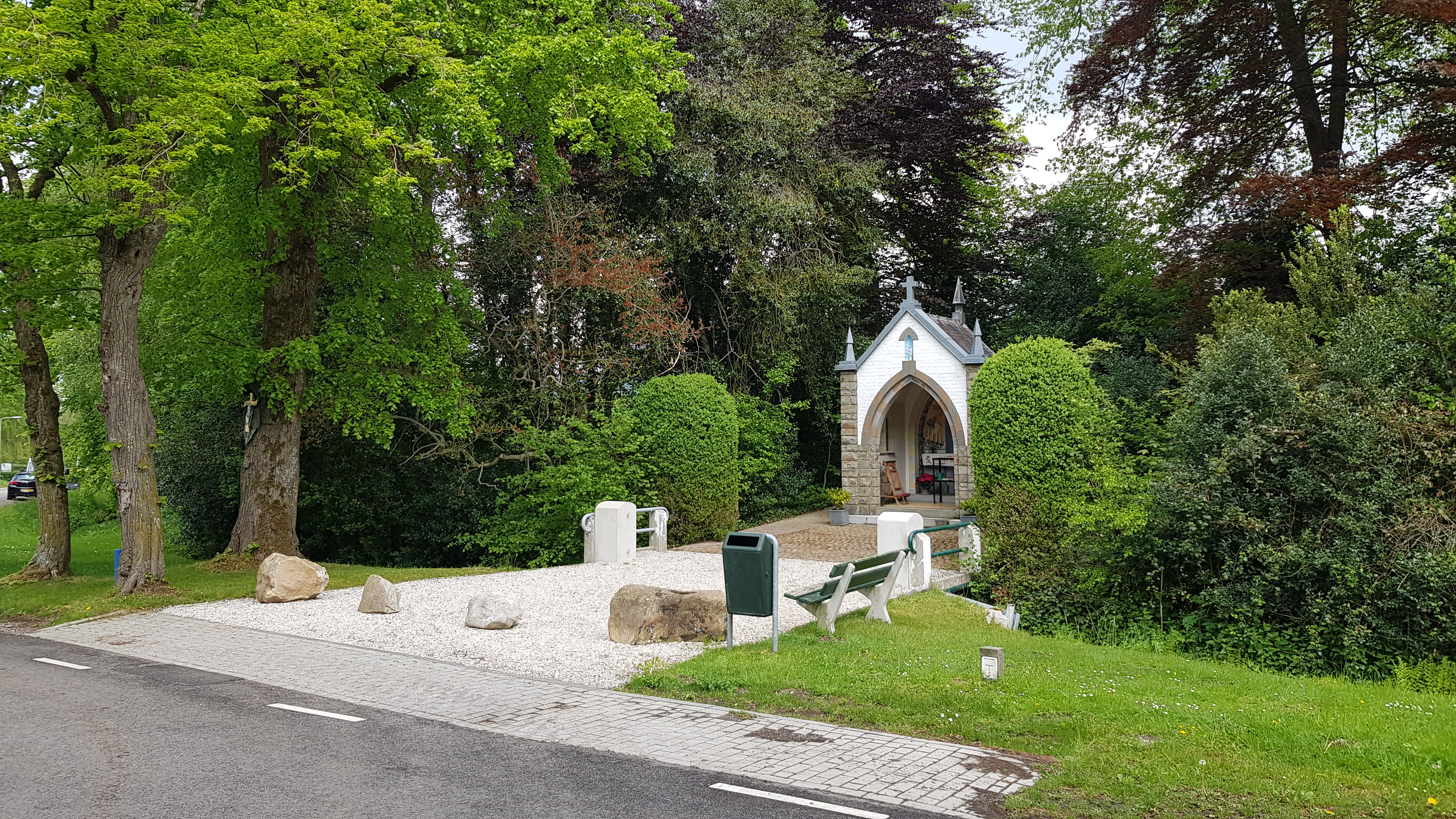
De kapel met omgeving

De Mariakapel is een kapel in Terziet ten zuiden van Epen in de Nederlands Zuid-Limburgse gemeente Gulpen-Wittem. De kapel staat midden in de plaats aan de Terzieterbeek aan een splitsing van de Terzieterweg en de Helberg.
De kapel is gewijd aan Maria.

## Geschiedenis
In 1939 wilden buurtbewoners een kapel oprichten en vroegen daarvoor een bouwvergunning aan. Toen die binnen was begon de Tweede Wereldoorlog en kwam er niets van het plan om een kapel te bouwen.
Kort na de oorlog werd de kapel alsnog door inwoners van Terziet gebouwd.

## Bouwwerk
Voor de open kapel stroomt de Terzieterbeek die hier overspant wordt door een zeer breed toegangspad, ter plaatse afgesloten door een laag smeedijzeren toegangshek. De kapel is opgetrokken in wit geschilderde bakstenen met een basement van brokken natuursteen. Op de hoeken zijn voor de steunberen wederom de ruwe brokken gekapt natuursteen gebruikt. Aan de achterzijde heeft de kapel een trapeziumvormige apsis (driezijdige koorsluiting) en in de zijwanden zijn er elk twee naast elkaar gelegen smalle spitsboogvensters met gekleurd glas-in-lood aangebracht. Op het met leien bedekte dak bevindt zich op het achterste uiteinde van de nok een piron en op het voorste uiteinde van de nok boven de puntgevel een kruis. Bovenop de steunberen van de frontgevel zijn pinakels aangebracht. De frontgevel heeft verder hoog in de gevel een blauw geschilderde spitsboogvormige nis waarin een Mariabeeldje geplaatst is met daaronder de spitsboogvormige toegang van de kapel. De toegangsboog is vanaf de aanzetstenen uitgevoerd in gekleurd hardsteen en de toegang wordt afgesloten door een zilver geschilderd hekwerk.
Van binnen heeft de kapel een spits tongewelf dat net als de zijwanden grijs gekleurd is. De boog van de apsis bestaat uit bruin- en grijskleurige stenen en op de zijwanden van de apsis zijn bloemranken geschilderd. Tegen de achterwand is een altaar geplaatst. In de achterwand van de apsis is een blauwkleurige nis aangebracht waarin het witte Mariabeeld staat. Links en rechts van de nis is op de wand een schildering aangebracht van twee engelen met daarboven aan beide zeiden van de nis in zigzagvorm een banderol waarop een tekst is aangebracht:

Ave Maria              Gratia Plena(Wees gegroet Maria, vol van Genade)